# Cyrtacanthacridinae
Cyrtacanthacridinae (лат.) — подсемейство семейства настоящих саранчовых.
Таксон описал Уильям Форселл Кёрби в 1902 году. Типовой род — Cyrtacanthacris Walker, 1870.
В подсемейство входят красная саранча (Nomadacris septemfasciata Serville, 1839), распространённая в Чёрной Африке (тропической Африке южнее Сахары), и пустынная саранча (Schistocerca gregaria Forssk., 1775) — наиболее важный из всех видов саранчи, с ареалом массового размножения, простирающегося от атлантического побережья северной Африки через Аравию до Пакистана и Индии.

## Классификация
Подсемейство включает следующие роды, в том числе одну трибу:
Триба Cyrtacanthacridini
- Anacridium Uvarov, 1923
- Chondracris Uvarov, 1923
- Cyrtacanthacris Walker, 1870
- Nomadacris Uvarov, 1923
- Ornithacris Uvarov, 1924
- Patanga Uvarov, 1923
- † Proschistocerca Zeuner, 1937
- Rhadinacris Uvarov, 1923, включает один вид Rhadinacris schistocercoides Brancsik, 1892
- Schistocerca Stål, 1873
- Valanga Uvarov, 1923
- Willemsea Uvarov, 1923

Роды incertae sedis
- Acanthacris Uvarov, 1923
- Acridoderes Bolívar, 1889
- Adramita Uvarov, 1936
- Armatacris Yin, 1979
- Austracris Uvarov, 1923
- Bryophyma Uvarov, 1923
- Caledonula Uvarov, 1939
- Callichloracris Ramme, 1931
- Congoa Bolívar, 1911
- Cristacridium Willemse, 1932
- Finotina Uvarov, 1923
- Gowdeya Uvarov, 1923
- Halmenus Scudder, 1893
- Hebridea Willemse, 1926
- Kinkalidia Sjöstedt, 1931
- Kraussaria Uvarov, 1923
- Mabacris Donskoff, 1986
- Nichelius Bolívar, 1888
- Ootua Uvarov, 1927
- Ordinacris Dirsh, 1966
- Orthacanthacris Karsch, 1896
- Pachyacris Uvarov, 1923
- Pachynotacris Uvarov, 1923
- Parakinkalidia Donskoff, 1986
- Parapachyacris Yin & Yin, 2008
- Rhytidacris Uvarov, 1923
- Ritchiella Mungai, 1992
- Taiacris Donskoff, 1986